# Stir Crazy
Stir Crazy (bra: Loucos de Dar Nó) é um filme estadunidense de 1980 do gênero comédia. No elenco estão Gene Wilder e Richard Pryor. O filme conta a historia de dois homens que são injustamente acusados de roubar um banco e sentenciados a 125 anos de prisão. Em 2000 a revista americana Total Film elegeu como o vigésimo segundo filme de comédia mais engraçado de todos os tempos[carece de fontes?]. Foi dirigido por Sidney Poitier.